# Tiangong 2
Tiangong 2 (Chinees: 天宮二號 / 天宫二号, Hanyu pinyin: Tiāngōng Èrhào) (Hemels Paleis) was een Chinees ruimtestation, gelanceerd in 2016. Het was de opvolger van Tiangong 1 (afgeschreven in 2016) en oorspronkelijk bedoeld als reserve-exemplaar, indien die lancering mislukte. Het station is ontworpen op een levensduur van twee jaar, maar dat werd bijgesteld naar minstens vijf jaar. Nadat Tiangong 1 op drift raakte en ongecontroleerd in de dampkring terugkeerde werd besloten Tiangong 2 eerder te laten terugvallen. Dit gebeurde op 19 juli 2019. Dit station draaide in een hogere baan (50 km hoger, dus minder atmosferische weerstand) dan zijn voorganger en kon tijdens de vlucht bijtanken. Het kon een tweekoppige bemanning een maand huisvesten en was uitgerust met verbeterde bemanningsverblijven en klimaatbeheersing. Het kon zowel bemande bezoekende schepen als onbemande vrachtpendels aankoppelen.
De Tiangong 2 had een massa van 8500 kg. Dit station werd gelanceerd door een Lange Mars-2F T2 draagraket op 15 september 2016 om 14.04 uur UTC vanaf Jiuquan. Op 19 oktober koppelde Shenzhou 11 aan het station, waarna Jing Haipeng en Chen Dong via de 1,00 m lange en 80 cm brede koppelingstunnel overstapten voor een verblijf van een maand.
Ruimtevaartuig: Shenzhou · Tianzhou

Onbemand: Shenzhou 1 · Shenzhou 2 · Shenzhou 3 · Shenzhou 4 · Shenzhou 8

Bemand afgerond: Shenzhou 5 · Shenzhou 6 · Shenzhou 7 · Shenzhou 9 · Shenzhou 10 · Shenzhou 11 · Shenzhou 12 · Shenzhou 13 · Shenzhou 14 · Shenzhou 15 · Shenzhou 16 · Shenzhou 17 · Shenzhou 18

Bemand bezig: Shenzhou 19

Bemand gepland: Shenzhou 20 · Shenzhou 21

Gerelateerd: Tiangongprogramma · Tiangong 1 · Tiangong 2 · Tiangong ruimtestation · Lijst van bemande expedities naar het ruimtestation Tiangong · Lange Mars (raketfamilie) · Lanceerbasis Jiuquan